# Henrietta Hyde
Henrietta Hyde, född 1646, död 1687, var en irländsk-engelsk adelskvinna och hovfunktionär. Hon stod modell som en av Peter Lelys berömda Windsor Beauties.
Hon föddes i Wiltshire i England som barn till Richard Boyle, 2:e earl av Cork, och Elizabeth Boyle. Hon gifte sig 1665 med Laurence Hyde, 1:e earl av Rochester. 
När Frances Villiers avled i november 1677 utnämndes hon till guvernant för Jakob II:s barn Mary och Anne Stuart, som samtidigt var hennes makes systerdöttrar.  
Henrietta Hyde beskrivs som viljestark och girig; familjen Boyle hade en stark ställning i södra Irland där de förvärvade mycket mark, och Henrietta försvarade kraftfullt sina rättigheter i egendomstvister. Vid hovet hade hon en tvist med sin systerdotter (genom ingifte) prinsessan Anne om den bästa inkvarteringen i Whitehall Palace.